# Нина
За едноименния град в Ирландия вижте Нина (град).
„Нина“ е лично женско име с широка международна разпространеност. Среща се в държавите от романското езиково семейство, но също и в тези от германското и славянското. Свързва се с испанската дума niña – малко момиче. Ползва се като умалителна форма на всички имена, които завършват на „нина“. Името е с древен произход – среща се още във вавилонската цивилизация. На вавилонски означава „рибарска мрежа“. Нина е древоновавилонска богиня на плодородието.
Разпространено е и в индианските цивилизации от Южна Америка и означава „огън“, „пламък“ на кечуа.
В българския език „Нина“ най-често е съкращение на името „Николина“. Затова и носителките на името празнуват имен ден на 6 декември - Никулден.

## Личности
- Св. равноапостолна Нина, християнска просветителка на Грузия (IV век)
- Нина, попфолк певица
- Нина Николина, певица
- Нина Добрев (Николина Добрева), актриса с български произход